# Tim Alexander
Tim "Herb" Alexander  (Cherry Point, Carolina do Norte, 10 de abril de 1965) é um músico americano, mais conhecido como baterista para a banda de rock Primus (banda). Tim deixou a banda em 1996, e voltou em 2003 para gravar o EP Animals Should Not Try to Act Like People.
Alexander também tocou na banda indie Laundry, gravando músicas como o baixista experimental Michael Manring e o relacionado projeto Attention Deficit (todos eles com Alex Skolnick), e entrou no grupo Blue Man Group, ocasionalmente tocando também com a banda Uberschall.
Antes de ser reconhecido como baterista de rock por John Bonham e Neil Peart, o guitarrista da banda Primus, Larry LaLonde, clamou o estilo de Alexander influenciado por estilos africanos. Priorizando a banda Primus, Tim tocou e gravou com Major Lingo, que na época era uma banda de rítmo ska.
Alexander foi o primeiro baterista da banda A Perfect Circle, tocando nos primeiros shows, e  gravou para a música "The Hollow" para o álbum Mer de Noms.